# Saburō Yatsude
Saburō Yatsude (八手 三郎?, Yatsude Saburō) o anche Hachide Saburō  (o Hatte Saburō) è uno pseudonimo dietro il quale si cela uno staff di sceneggiatori e di gensaku che hanno lavorato presso la Nippon Animation e anche la Toei creando diversi anime di genere mecha e tokusatsu.

## Lavori
Per quanto riguarda gli anime, famosa è, in tal senso, la "trilogia robotica romantica" realizzata fra il 1976 e il 1978 assieme a Tadao Nagahama, composta da Combattler V, Vultus V e General Daimos. Il manga di General Daimos fu scritto da Saburo Yatsude ma fu disegnato da Mitsuteru Yokoyama, ciò si ripeterà nel 1980 per God Sigma. Successivamente (1981-83) verranno create i tre anime che origineranno l'adattamento americano Voltron (ovvero Arbegas, Golion -Voltron Lions- e Dairugger XV - Voltron Vehicle). Saburō Yatsude ha anche firmato i Super Sentai (solo da Battle Fever J in poi), sui quali si basano gli occidentali Power Rangers (dal 1993 in poi).

## Opere
- Chodenji Robo Combatolaa V, (Combattler V), anime, 1976;
- Choudenji Machine Voltes V, (Vultus V), anime e manga (gensaku), 1977;
- Toshou Daimosu, (General Daimos), anime, 1978;
- Mirai Robo Darutaniasu, (Daltanious), anime, 1979;
- Uchuu Taitei Goddo Shiguma, (God Sigma), anime, 1980;
- Hyakkuju Go-Lion, (Golion), anime, 1981;
- Kikou Kantai Dairugger XV, (Armored Fleet Dairugger XV), anime, 1982;
- Kosoku Denjin Arbegas, (Arbegas), anime, 1983;
- Video Senshi Lezarion, (Laserion), anime, 1984.

## Stile
Gli anime firmati dallo staff Saburō Yatsude, soprattutto i primi quattro sopra citati, presentano elementi, sia stilistici che concettuali, diversi dagli anime di genere mecha fino ad allora prodotti:
- i mecha: soprattutto quello di Combattler V e Vultus V, sono piuttosto verosimili, per struttura e design, costituiscono un modello lontano dai robot di Gō Nagai, che venivano creati su commissioni di aziende di giocattoli, e un archetipo per il real-robot per eccellenza: Gundam;
- i temi: i protagonisti sono oggetto di una profonda analisi personale, siano essi gli eroi od anche i nemici (e questo è il vero elemento nuovo), sviluppato, non a caso, grazie anche a registi quali Tadao Nagahama, spesso anche coautore, e Yoshiyuki Tomino. In più di una serie vi sono anche legami parentali tra eroe e invasore (Vultus V e Daltanious, quest'ultimo in un'accezione leggermente differente, o addirittura legami affettivi, come in General Daimos).